# Éire

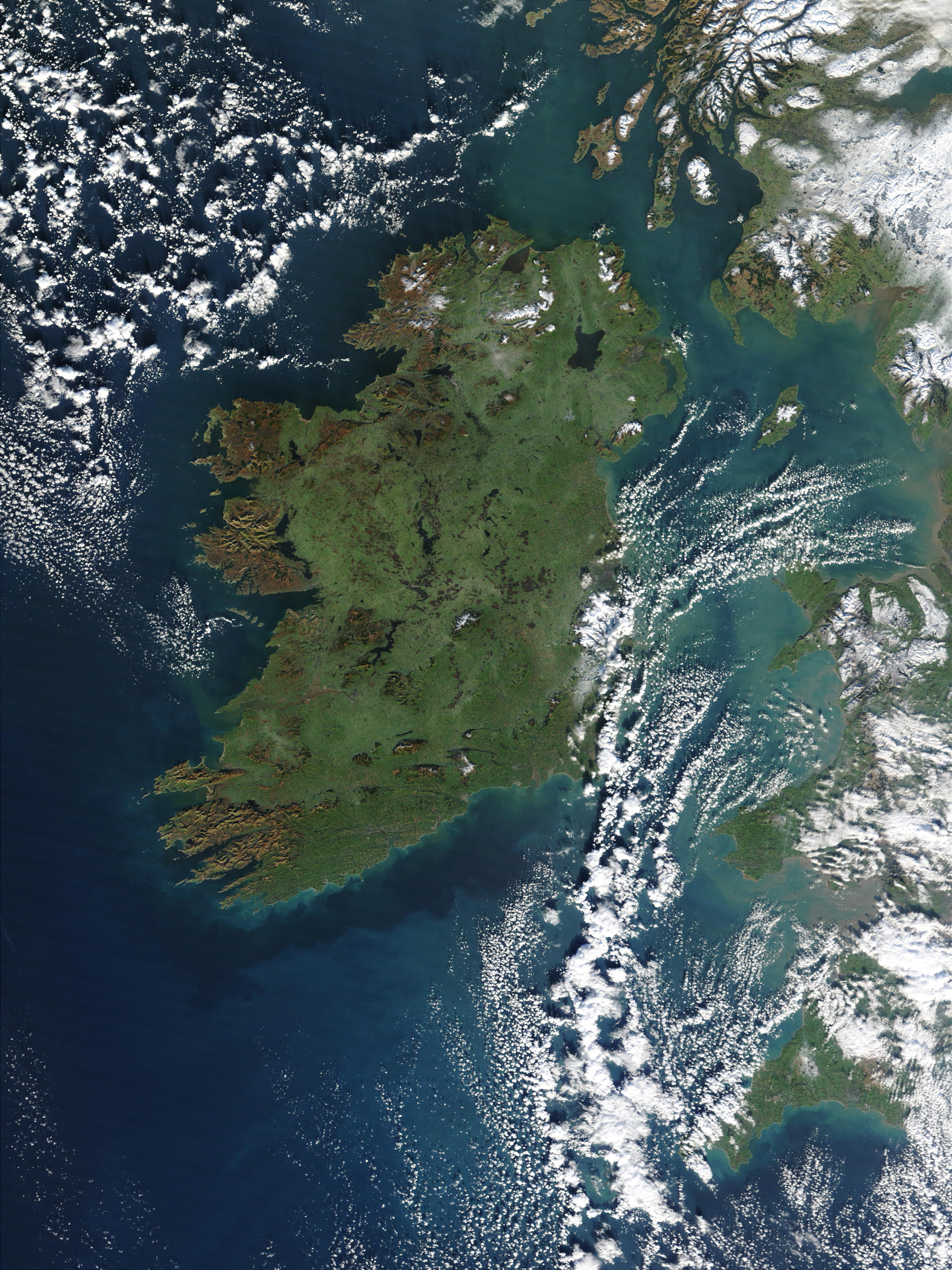
Imagen de satélite en color natural de Irlanda, conocida en irlandés como Eire.

Este artículo trata sobre el nombre irlandés de la isla llamada Irlanda y del estado con el mismo nombre. Puede encontrar información acerca del estado en Irlanda y acerca de la isla en Irlanda (isla). Para consultar otros usos de Irlanda, véase Irlanda (desambiguación). Puede encontrarse con frecuencia Erie, la versión mal escrita de Eire.
Éire es el nombre irlandés para denominar la isla de Irlanda y el país soberano con el mismo nombre.

## Etimología
Para más información siga los enlaces Ériu, Erin, Hibernia e Iverni.
La palabra del irlandés moderno Éire evolucionó de la palabra Ériu del irlandés antiguo y da nombre a una diosa gaélica. Según la creencia general, Ériu ha sido la diosa patrona de Irlanda, una diosa de la soberanía o simplemente una diosa de la tierra. El origen de Ériu se remonta a la reconstrucción del  idioma protocéltico *Φīwerjon- (nominativo singular Φīwerjū < preprotocéltico -jō)., lo que sugiere que proviene de la reconstrucción del protoindoeuropeo *piHwerjon-, relacionada probablemente con la raíz adjetival *piHwer- (cf. Sánscrito pīvan, pīvarī y pīvara, que significan 'gordo', 'lleno' y 'abundante'). Esta etimología sugiere el significado de 'tierra abundante'. 
Esta forma protocéltica pasó a ser Īweriū o Īveriū en protogoidélico. Es muy probable que los exploradores tomaran este término y lo modificaran. Piteas, durante la exploración del noroeste de Europa (circa 320 a. C.), denominó a la isla Ierne (escrito Ἰέρνη). Por otra parte, Claudio Ptolomeo se refirió a la isla como Iouernia (escrito Ἰουερνία) en su libro Geographia (circa 150 CE). Basándose en estos testimonios históricos, el Imperio Romano denominó a la isla Hibernia.
De este modo, la evolución de la palabra puede representarse de la siguiente manera:
- Protocéltico  *Φīwerjon- (nominativo singular *Φīwerjū)
  - Protogoidélico  *Īweriū o *Īveriū
    - Irlandés antiguo Ériu
      - Irlandés moderno Éire

Otra posible etimología proviene del gaélico:
- ì (‘isla’) + thairr (‘oeste’) + fónn (‘tierra’), cuya unión forma ì-iar-fhónn o 'isla de la tierra del oeste'[3]

Este significado es parecido al del nombre nórdico "hombres del oeste" que denomina al pueblo irlandés, y que posteriormente dio nombre a las Islas Vestman, un grupo de islas de Islandia.

### Diferencias entreÉireyErin
Éire es simplemente el nombre en lengua irlandesa para Irlanda, y a veces se utiliza en inglés. Erin, en cambio, es un nombre poético común para referirse a Irlanda, como en la frase Erin go bragh ('Irlanda por siempre'). La distinción entre los dos términos se basa en una de las diferencias entre los casos de los sustantivos en irlandés. Éire es el caso nominativo: el caso que, en las lenguas gaélicas modernas, se utiliza para los sustantivos que constituyen el sujeto de una oración, es decir, el nombre que está llevando a cabo la acción, así como el complemento directo de una oración. Erin deriva de Éirinn, el caso dativo irlandés de Éire, que ha sustituido al caso nominativo irlandés en déise (y en algunos subdialectos no estandarizados de otros lugares), en gaélico escocés (donde la palabra utilizada habitualmente para Irlanda es Èirinn) y en manés (un tipo de gaélico), donde la palabra se escribe Nerin. Probablemente la n- inicial era, en su origen, una fosilización de la preposición inglesa in/an "in" (cf. irlandés in Éirinn, escocés an Èirinn/ann an Èirinn 'en Irlanda'). El caso genitivo Éireann se utiliza en las formas gaélicas de los nombres de las empresas e instituciones de Irlanda, por ejemplo, en Iarnród Éireann (sistema ferroviario irlandés), Dáil Éireann (Parlamento irlandés) o Poblacht na hÉireann (la República de Irlanda).

## Éirecomo nombre de estado
El Artículo 4 de la Constitución de Irlanda aprobado en 1937 establece que Éire es el nombre del estado, excepto en lengua inglesa, que es Ireland. El preámbulo de la constitución de la lengua inglesa también describió a la población como "Nosotros, el pueblo de Éire". Aunque el artículo 8 estableció que el irlandés era la lengua nacional y la primera lengua oficial, Éire ha desaparecido, en cierta medida, de las conversaciones cotidianas y de la literatura, y el estado se denomina Irlanda o su equivalente en otras lenguas. 
El nombre Éire se ha utilizado en los sellos postales irlandeses desde 1922; en todas las monedas irlandesas, incluidas las monedas de euro de Irlanda); y junto con Ireland en los pasaportes y otros documentos oficiales del estado publicados desde 1937. Éire también se utiliza en el sello del presidente de Irlanda. Antes de la Constitución de 1937, se usaba de manera generalizada Saorstát Éireann (el nombre irlandés para referirse al Estado Libre Irlandés). 

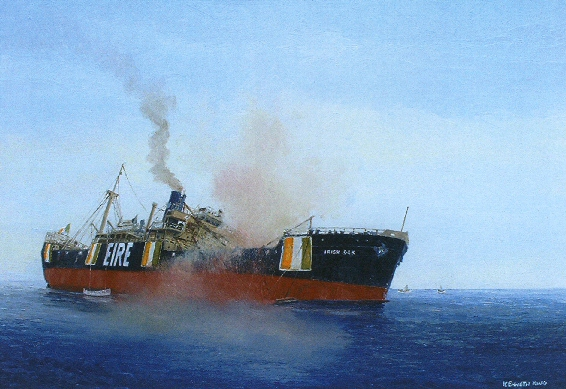
El Irish Oak torpedeado en el Atlántico Central con las letras "EIRE" muy visibles. (Pintura al óleo de Kenneth King)

Durante la Emergencia (nombre utilizado para referirse a la Segunda Guerra Mundial), los barcos irlandeses tenían la palabra EIRE (y la bandera de Irlanda) pintada en los dos lados y en la cubierta de manera muy visible, para que se les identificara como neutrales.
Entre 1922 y 1938, la placa internacional de los coches irlandeses era SE. Desde 1938 hasta 1962 fue EIR, las tres primeras letras de Éire.  En 1961, el instrumento legislativo núm. 269 permitió el uso de "IRL", y hacia el 1962 se adoptó "IRL". El político irlandés TD Bernard Commons sugirió al Dáil Éireann en 1950 que el gobierno examinara "la placa identificadora de turistas con las letras EIR (...) con vistas a la adopción de letras identificadoras que pudieran ser asociadas más fácilmente a este país por los extranjeros". EIR también se muestra en otras leyes, como  el instrumento legislativo del seguro del coche núm. 383 de 1952 y núm. 82 de 1958.
Basándose en el Convenio sobre Aviación Civil Internacional de 1947, las aeronaves matriculadas irlandesas han llevado un marca de matrícula que empezaba por EI, de Éire.
Desde enero de 2007, en las reuniones de la Unión Europea, las placas indicadoras del gobierno irlandés han mostrado tanto Éire como Irlanda, a consecuencia de la adopción del irlandés como lengua de trabajo de la Unión Europea.

## Uso deEireen Gran Bretaña y EE. UU.
En 1938, en la ley de parlamento Eire (Confirmation of Agreements) Act 1938, el gobierno británico contempló que, desde ese momento, la legislación británica pudiera referirse al Estado libre irlandés, como Eire (pero no como Éire). La ley de 1938 fue revocada en 1981, y en la actualidad, este término apenas se utiliza en inglés británico moderno. En 2011, aún podía verse en alguna señalización de aeropuerto. El John Lennon de Liverpool, por ejemplo, dispone de una zona de llegadas para "Eire e Islas del Canal".
En general, a los hablantes de irlandés no les gusta el término Eire, en parte porque contiene una falta de ortografía y porque eire también puede significar ‘carga’, ‘peso’ o ‘estorbo’, lo que le aporta un matiz un tanto peyorativo al nombre de la isla y/o al Estado.
En 1937, se fundó la "Eire Society of Boston", un influyente grupo irlandés estadounidense.

## Otros usos
Éire también se ha introducido en los nombres de entidades comerciales y sociales irlandesas, como Eircom Group plc (anteriormente llamada "Telecom Éireann") y su antigua red de telefonía móvil, Eircell. En 2006 la red eléctrica irlandesa  se delegó a EirGrid. La compañía "BetEire Flow" (eFlow), cuyo nombre es un calambur de better (‘mejor’), es un consorcio francés que gestiona un sistema de peaje electrónico en el puente de West-Link, en el oeste de Dublín. Según el registro de empresas irlandés (Irish Companies Registration Office) de Dublín, en 2008, unos 500 nombres de compañías incluían la palabra Éire de un modo u otro.
En ocasiones, estas incorporaciones quieren dar un toque humorístico o irónico, como la banda de pop llamada ScaryÉire, o "Éirvana", un artículo de Cormac Ó Gráda del 2007 acerca de la economía del Tigre Celta